# Sclerocrangon salebrosa
Sclerocrangon salebrosa är en kräftdjursart som först beskrevs av Richard Owen 1839.  Sclerocrangon salebrosa ingår i släktet Sclerocrangon och familjen Crangonidae. Inga underarter finns listade i Catalogue of Life.

## Bildgalleri

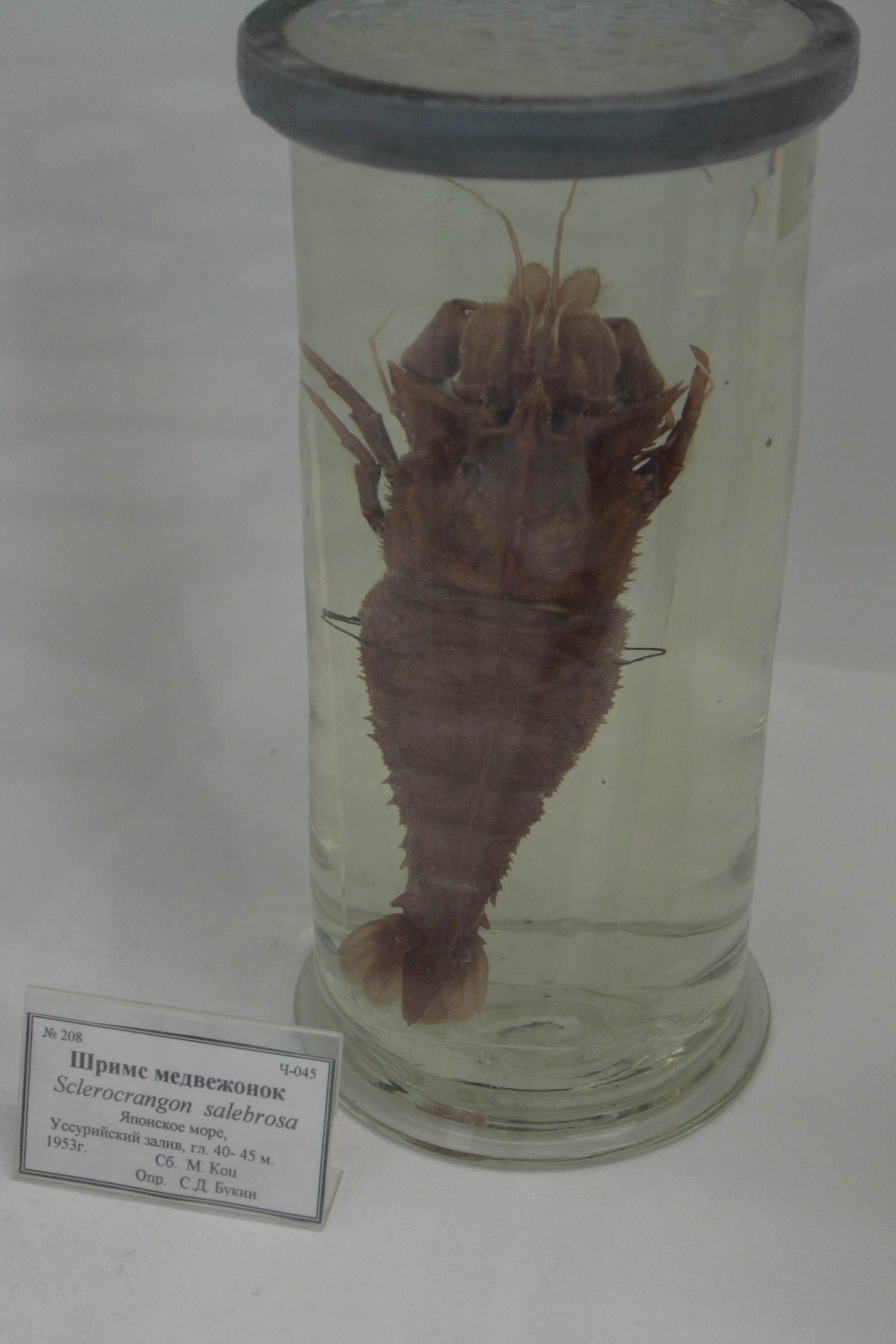
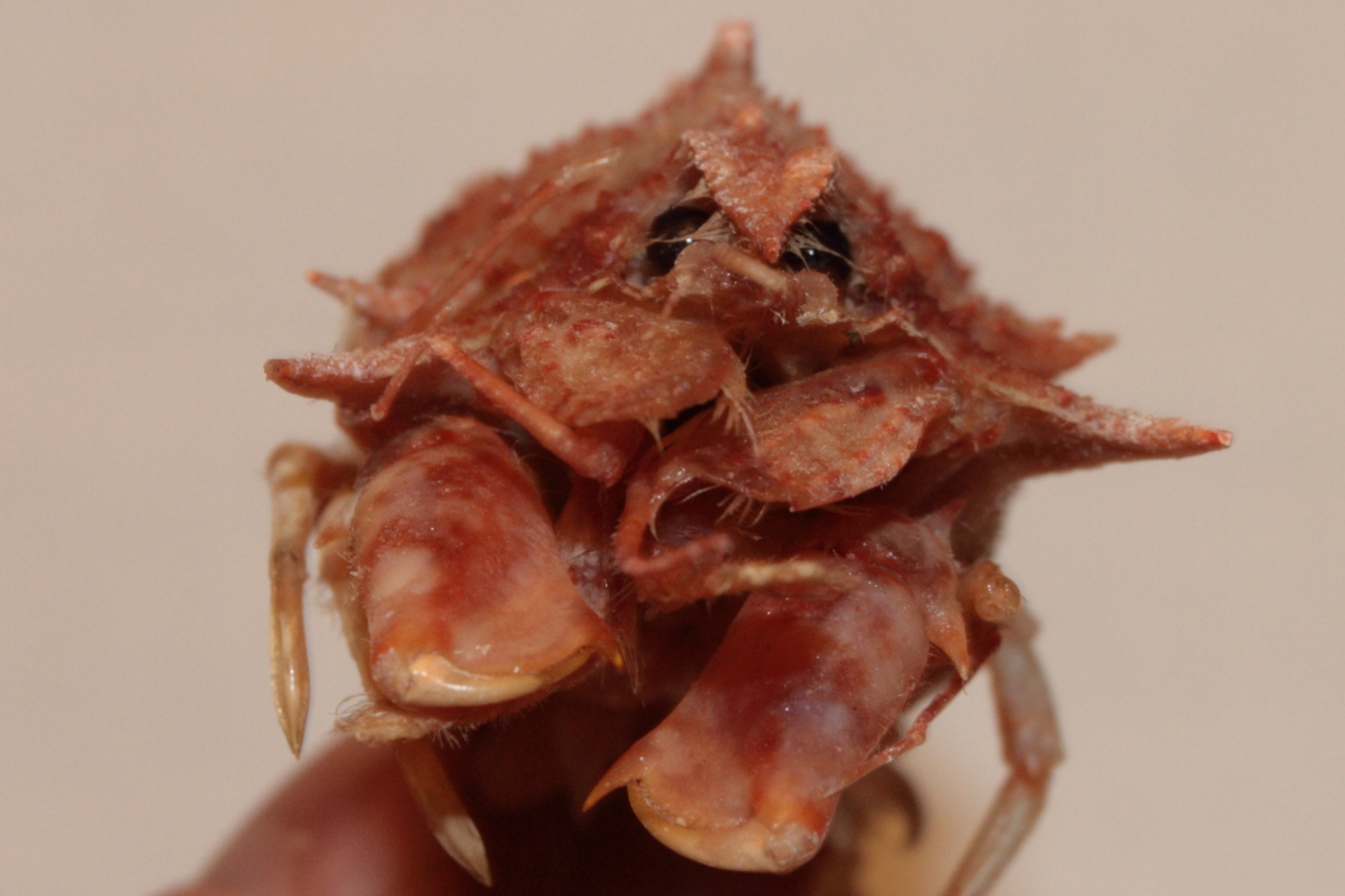
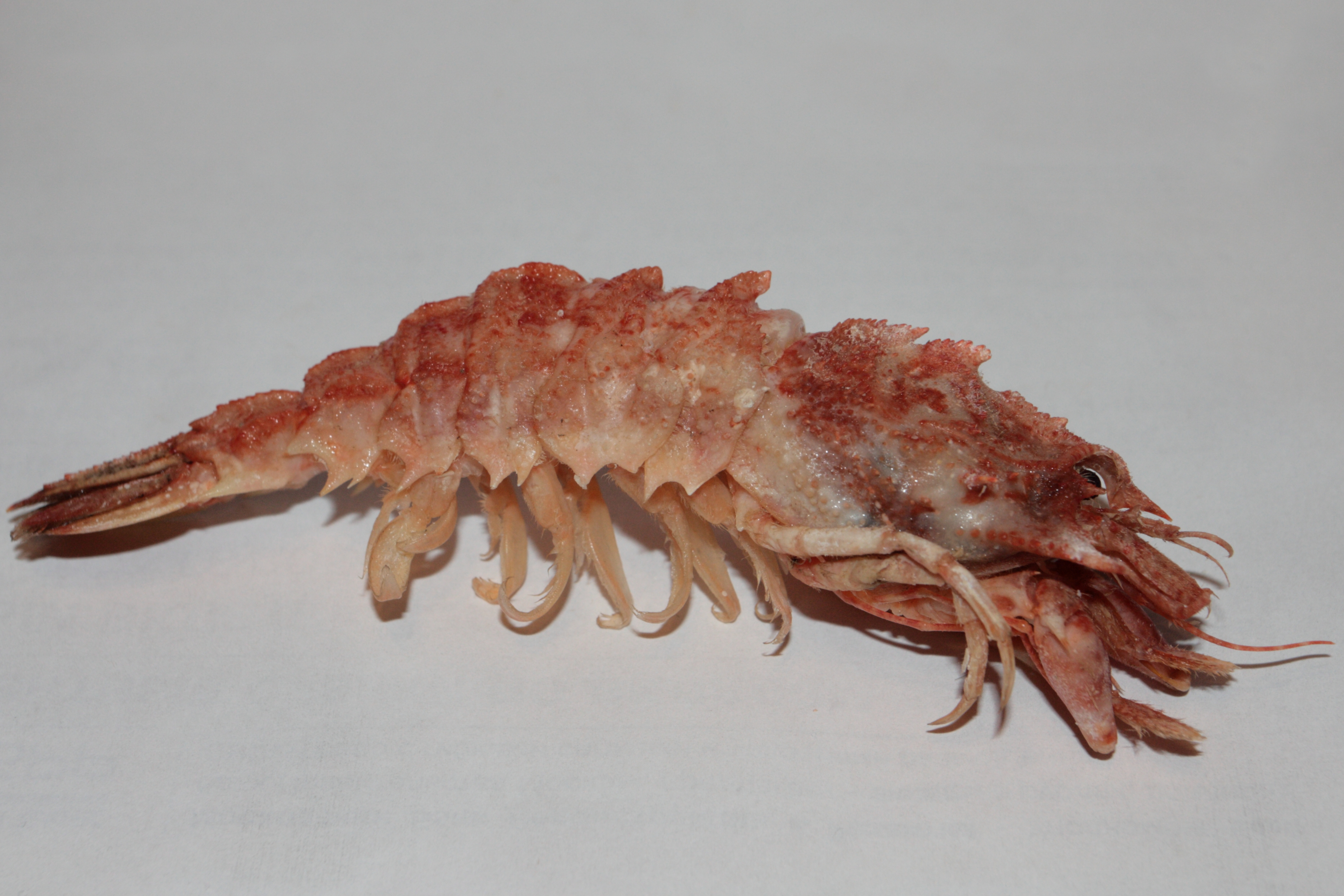
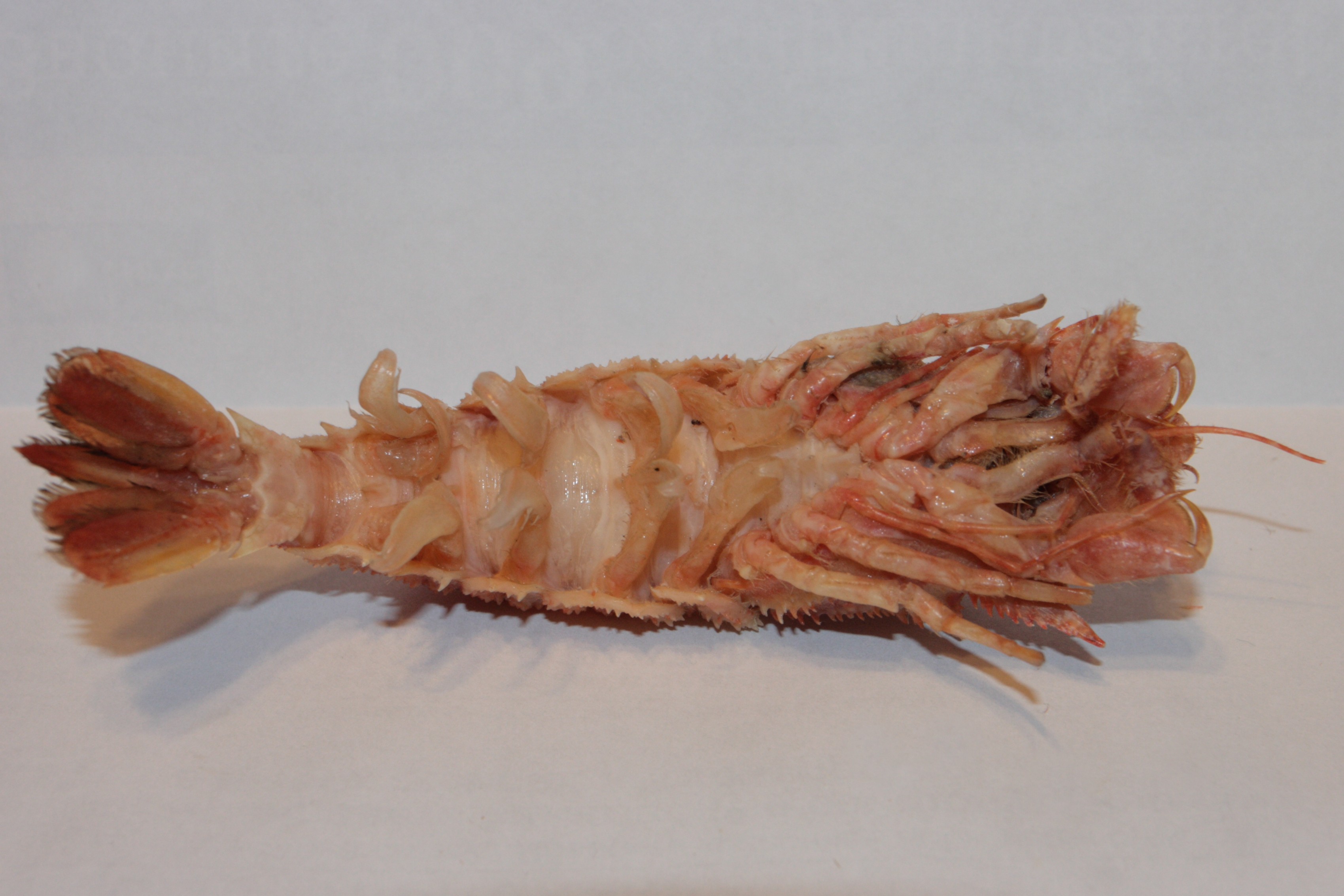